# Roswinkel
Roswinkel est un village situé dans la commune néerlandaise d'Emmen, dans la province de Drenthe. Le 1er janvier 2006, le village comptait 863 habitants.